# Cretteville
Cretteville ist eine Ortschaft und eine ehemalige französische Gemeinde mit 204 Einwohnern (Stand: 1. Januar 2019) im Département Manche in der Region Normandie. Sie gehörte zum Arrondissement Cherbourg und zum Kanton Carentan.
Mit Wirkung vom 1. Januar 2016 wurden die ehemaligen Gemeinden Picauville, Amfreville, Cretteville, Gourbesville, Houtteville und Vindefontaine zur namensgleichen Commune nouvelle Picauville zusammengeschlossen. Der Verwaltungssitz befindet sich im Ort Picauville.
Am 1. Januar 2017 trat noch die früher eigenständige Gemeinde Les Moitiers-en-Bauptois hinzu. Alle ehemaligen Gemeinden haben in der neuen Gemeinde den Status einer Commune déléguée.

## Lage
Nachbarorte sind Les Moitiers-en-Bauptois im Nordwesten, die Commune déléguée Picauville im Norden, Beuzeville-la-Bastille im Osten, Houtteville im Südosten, Coigny im Süden, Prétot-Sainte-Suzanne im Südwesten und Vindefontaine im Westen.

## Bevölkerungsentwicklung

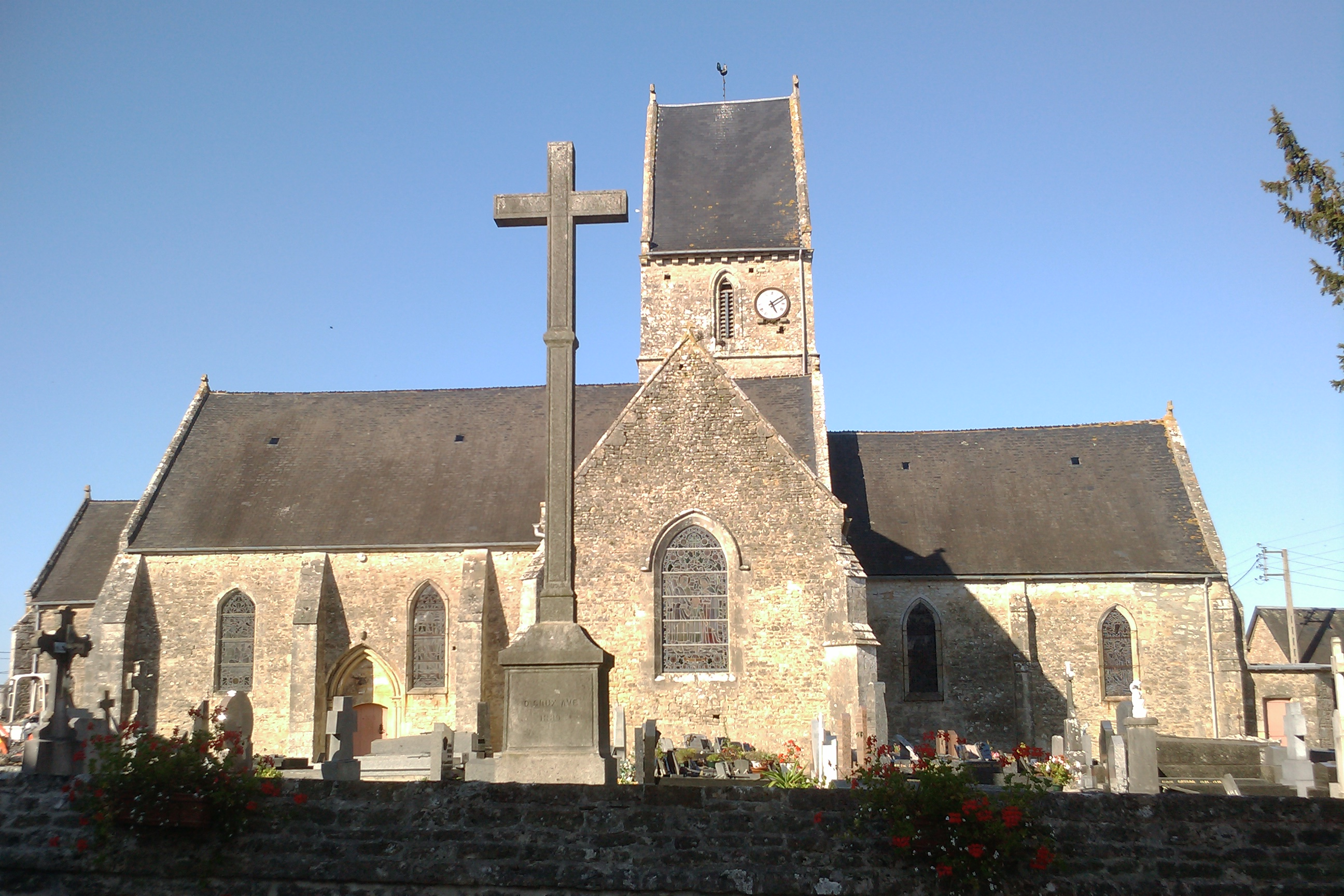
Kirche Notre-Dame

| Jahr      | 1962 | 1968 | 1975 | 1982 | 1990 | 1999 | 2008 | 2015 |
| --------- | ---- | ---- | ---- | ---- | ---- | ---- | ---- | ---- |
| Einwohner | 360  | 342  | 304  | 254  | 216  | 220  | 223  | 215  |